# Marius Skinderis
Marius Skinderis (ur. 13 października 1974 w Poniewieżu) – litewski piłkarz grający na pozycji obrońcy, a wcześniej pomocnika, 16-krotny reprezentant Litwy, trener piłkarski.

## Kariera piłkarska

### Kariera klubowa
W 1993 rozpoczął karierę piłkarską w Ekranasie Poniewież. W sezonie 1995/96 bronił barw Karedy Szawle, po czym powrócił do Ekranasu. W 1998 wyjechał do Polski, gdzie został piłkarzem GKS Bełchatów. W 2001 przeniósł się do ukraińskiej Stali Ałczewsk. Latem 2001 przeszedł do Metałurha Donieck, ale po pół roku został przeniesiony do drugiej drużyny, a po zakończeniu sezonu opuścił doniecki klub. Następnie występował w ormiańskim Spartaku Erywań, łotewskim Liepājas Metalurgs oraz białoruskim Naftanie Nowopołock. W 2007 powrócił do ojczyzny, gdzie został piłkarzem Sūduvy Mariampol. W 2010 po raz trzeci powrócił do rodzimego Ekranasu.

### Kariera reprezentacyjna
W latach 1997–2002 występował w narodowej reprezentacji Litwy.

## Sukcesy i odznaczenia

### Sukcesy klubowe
- mistrz Litwy: 2010
- wicemistrz Litwy: 2007
- brązowy medalista Mistrzostw Litwy: 1994, 2009
- brązowy medalista Mistrzostw Ukrainy: 2002
- wicemistrz Łotwy: 2003, 2004
- zdobywca Pucharu Litwy: 1996, 1998, 2009, 2010
- finalista Pucharu Litwy: 1994